# Rovsingsgade
Rovsingsgade er en gade, der strækker sig over 1,3 km i Ydre Nørrebro- og Ydre Østerbro-kvartererne i København. Den forbinder Tagensvej og Lyngbyvej/Hans Knudsens Plads.
Gaden er navngivet efter lægen Thorkild Rovsing (1862–1927), som var en af sin tids ypperste kirurger, professor ved Københavns Universitet 1899-1924 og overkirurg ved Frederiks Hospital (Rigshospitalet) 1924-26. I en uges tid under Påskekrisen i 1920 var han desuden undervisningsminister i den kortlivede Regeringen Otto Liebe.
Rovsingsgade er en forlægnelse af den gamle jernbane, som i dag er blevet til Nørrebroparken og ligger på en skråning langs banearealerne og den gamle Lersø. Idet der er ret lav bebyggelse, er der nogle steder fine udsigter op mod Bispebjerg Hospital og Grundtvigskirken.
Rovsingsgade har været præget af industri, og det opgrænsende Haraldsgadekvarter blev udbygget i den første halvdel af 1900-tallet med en blanding af små og store produktionsanlæg og arbejderboliger. Området blev først fuldt udbygget omkring 1950. Industrien koncentrerede sig til områderne omkring Titanfabrikken og banelegemet langs Rovsingsgade.
Den største moské i Danmark, Hamad Bin Khalifa Civilasation Center, er beliggende i Rovsingsgade men med adresse til Vingelodden 1.